# Kalé-romer

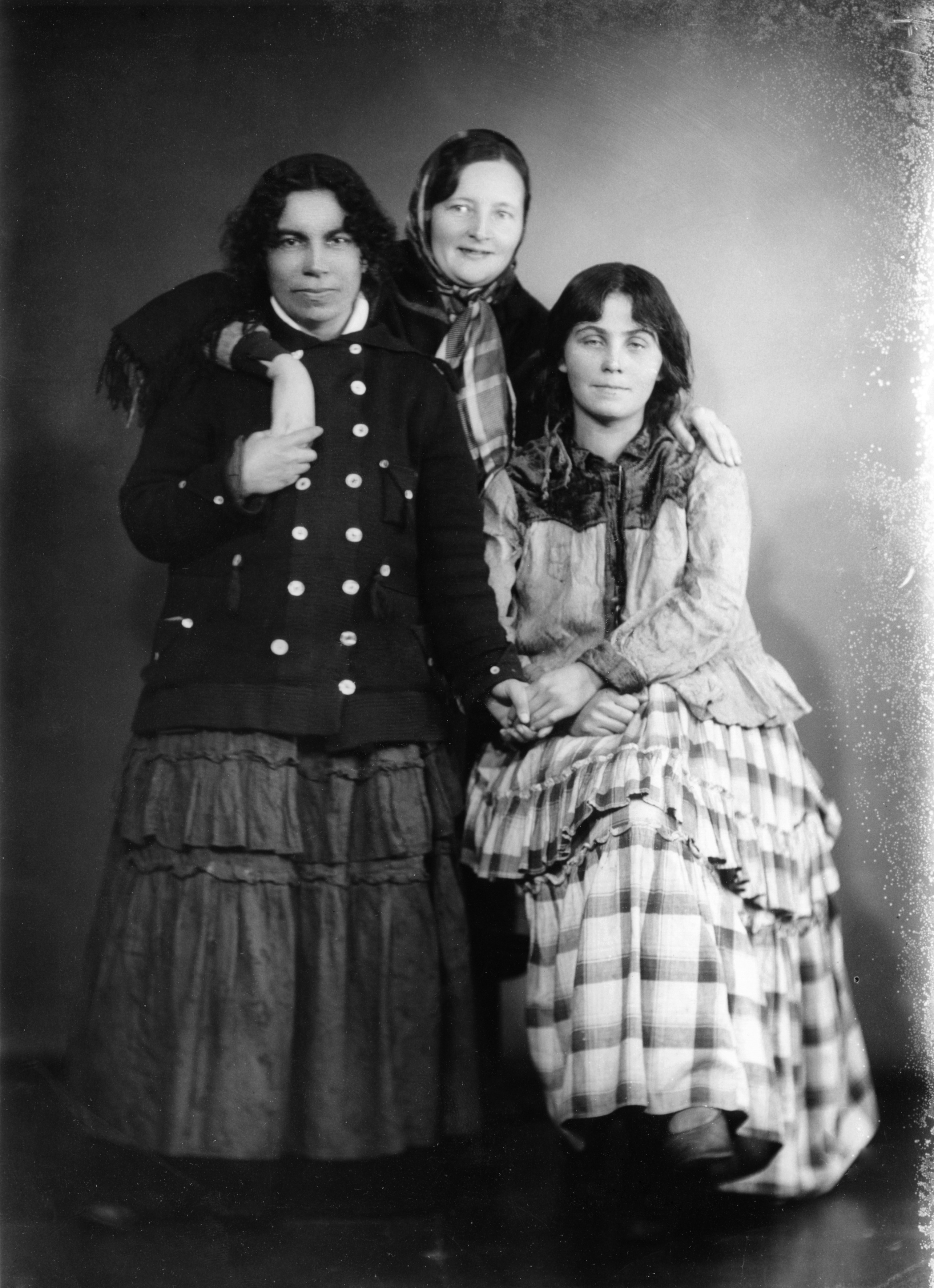
Tre finska, romska kvinnor på 1930-talet

Kalé (romani: Kàlo; finska: Kaale), även kallade finska romer är en grupp av romer. Deras modersmål är typiskt finska eller romani. I Finland finns ca 10 000 kalé-romer, i Sverige ca 3000.

## Språk, kultur och klädsel
Sedan 1989 undervisas romani i Finlands grundskolor. Det här är ändå inte hela sanningen, eftersom enbart 8% av romska barn undervisades i sitt eget språk år 2002. 
Kvinnorna bär en traditionell, ofta rikt utsmyckad klädedräkt där kjolen är ett framträdande igenkänningstecken. Det finns två typer av den finsk-romska kjolen, och båda förväntas att bära. Den första bärs från det år att flickan mognat. Den andra bärs tillsammans med blus från att flickan fyllt 18, när hon fått insyn i och förståelse för sitt folks seder, eller när hon är redo att gifta sig. När en kvinna tar på sig den stora sammetskjolen, innebär det ett stort ansvar, både ytligt och inre. En flicka eller kvinna med klädseln förväntas bete sig på ett sätt som är i enlighet med den romska kulturen.  
Kjolen har traditionellt kunnat väga upp till 10 kilogram och varit hela 13 meter bred. Med tiden har den ändå blivit lättare och smalare. 
Klädseln har en stor betydelse för de finska romerna genom historien och att inte vilja bära kläderna ses som respektlöst. En kvinna kan förvänta sig att bli utfryst från familj och släkt. En kvinna som bestämmer sig för att lägga ner klädedräkten efter att ha burit det blir också utestängd från familjen och får inte längre besöka sin familj eftersom hemmet kommer att bli smutsigt.

## De finska romernas historia
De första romerna kom till dagens Finland under 1500-talet via Sverige. Under de följande århundrandena kom romer även via Ryssland och Baltikum. De allra första dokumenterade romerna påträffades 1559 i Kastelholms slott på Åland. Därefter finns det dokumenterat små grupper vid såväl Åbo slott 1580 som vid Olofsborgs slottlän 1584. 
Sverige behövde soldater på 1700-talet och man anställde bland annat romer. Sverige började bygga befästningar i Finland och romerna blev både soldater och byggnadsarbetare. Soldaterna förde med sig familjerna till Finland, och därför blev det romska samhället i Finland det största i Norden. På den tiden fick de romska släkterna sina svenska efternamn. Det område som senare blev Viborgs län blev ryskt i samband med freden i Nystad 1721. I det området bosatte sig många romer.
Under tiden 1914–1954 fanns det ett förbud för romer att invandra till Sverige. 1954 togs förbudet bort. Då emigrerade många finska romer Sverige eftersom fler arbetare behövdes. Dessa romer var en del av de romer som under tidigare århundraden av statsmakten tvingats flytta från Sverige till Finland, som då var en del av Sverige.
Romerna i Finland och Sverige hade hållit kontakt genom århundradena. Detta kan ha varit en av skälen till att många finska romer invandrade till Sverige på 1950- och 1960-talet. Från 1950-talet har finska romer flyttat till Sverige, främst på grund av bättre försörjningsmöjligheter och mindre diskriminering jämfört med Finland.
De finska romerna flyttade gärna till Göteborg där de kunde få hjälp med att få tag på en bostad och ett arbete. Det fanns också tolktjänster, språkkurser och ekonomiskt stöd.
Runt 4 500 finska romer bor i Sverige. De är den enda romska gruppen i Sverige som bär sin traditionella klädsel. I Sverige är det lättare för finska romer att få jobb och lägenhet på grund av mer svenskklingande efternamn samt lång tradition av mångkultur i Sverige.

## Socioekonomisk status
Kalé har traditionellt varit hantverkare och hästskötare, men sådana yrken har förlorat en del betydelse i modern tid, vilket har lett till en betydande ökning av arbetslösheten inom gruppen. I ett dokument som publicerats av arbetsministeriet står det att "Enligt arbetsförvaltningens kundregistermaterial hade 70 % av de romska arbetssökande en grundskole- eller gymnasieutbildning." Enligt samma artikel: "Utbildning är obligatorisk i Finland och denna skyldighet gäller lika för romer som för andra medborgare, men avhopp från grundläggande utbildning är fortfarande vanligt bland unga romer, medan det i den vanliga befolkningen är extremt ovanligt."

## Våld och kriminalitet
2007 skrev polisen och boxaren Riku Lumberg (av romsk härkomst) ett öppet brev till sitt eget folk, där han försökte få ett slut på den "barbariska traditionen av blodfejd" i samhället. Den romska konstnären Kiba Lumberg har sagt följande om kulturen hon växte upp i: "Blodfejd och det våld som finns i den romska kulturen kan inte diskuteras i Finland. Vi kan inte acceptera att vissa grupper gömmer sig bakom kulturen för att ursäkta att man kliver på mänskliga rättigheter och yttrandefrihet", och "problemet är att när en zigenare vågar tala offentligt om de negativa saker som händer i deras egen stam, möter de dödshot. Om en vit person öppnar munnen anklagas de för rasism."

## Kända kalé
- Remu Aaltonen, musiker i Hurriganes
- Veijo Baltzar, författare, manusförfattare, konstnär, poet, kulturpolitisk påverkare
- Kiba Lumberg, författare och konstnär
- Rikhard Lumberg, boxare
- Mirella, popartist